# Запсельский сельский совет (Краснопольский район)
Запсельский сельский совет (укр. Запсільська сільська рада) — входит в состав
Краснопольского района
Сумской области
Украины.
Административный центр сельского совета находится в 
с. Запселье
.

## Населённые пункты совета
- с. Запселье
- с. Великая Рыбица